# Stegodyphus dufouri
Espèce
Synonymes
- Eresus dufourii Audouin, 1826
- Eresus molitor C. L. Koch, 1846
- Eresus semicinctus C. L. Koch, 1846
- Stegodyphus niloticus Simon, 1908

Stegodyphus dufouri est une espèce d'araignées aranéomorphes de la famille des Eresidae.

## Distribution
Cette espèce se rencontre en Afrique de l'Ouest et en Afrique du Nord.

## Publication originale
- Audouin, 1826 : Explication sommaire des planches d'arachnides de l'Égypte et de la Syrie publiées par J. C. Savigny, membre de l'Institut; offrant un exposé des caractères naturels des genres avec la distinction des espèces. in Description de l'Égypte, ou Recueil des observations et des recherches qui ont été faites en Égypte pendant l'expédition de l'armée française. Histoire Naturelle, tome 1, partie 4, p. 99-186.